# Ferencváros TC
Pour les articles homonymes, voir FTC.
Le Ferencváros TC est un club omnisports hongrois basé à Budapest. Son nom provient de Ferencváros, un quartier de la ville.

## Historique
- 1899 : fondation du club sous le nom de Ferencváros Ferencvárosi Torna Club
- 1926 : le club est renommé Ferencváros Ferencváros Football Club
- 1944 : le club est renommé Ferencváros Ferencvárosi Torna Club
- 1949 : le club est renommé ÉDOSZ Élelmezésipari Dolgozók Szakszervezetének Sport Egyesülete
- 1950 : le club est renommé Bp. Kinizsi Budapesti Kinizsi Sport Egyesület
- 1956 : le club est renommé Ferencváros Ferencvárosi Torna Club

## Sections
- Football : Ferencváros TC (football)
- Football féminin : Ferencváros TC (football féminin)
- Handball : Ferencváros TC (handball)
- Hockey sur glace : Ferencváros TC (hockey sur glace)
- Water-polo : Ferencváros TC (water-polo)